# Édouard Sediey
Édouard Sediey, né à Paris le 15 octobre 1883 et mort à Reims le 16 janvier 1951, est un sculpteur français. On lui doit de nombreuses œuvres sculptées à Reims et ailleurs dans la Marne.

## Œuvres
- Le monument aux morts de Sillery[2],
- Buste de bronze à l'effigie de Georges Jantzy,
- Tête de Saint-Remi au musée des beaux-arts de Reims[3],
- Fronton de la bibliothèque Carnégie de Reims, orné d’arbustes gravés qui symbolisent la floraison de l’esprit[4],
- Les fonts baptismaux de l’église Saint-Nicaise du Chemin vert[5],
- Fronton de la chapelle de la Nécropole nationale de Sillery[6].
- Maître-autel de Église paroissiale Saint-Laurent à Dontrien[7],
- Relief sculpté : Christ en croix ; Vierge ; sainte Madeleine de l’église Notre Dame de Vieux-lès-Asfeld[8],
- Sculptures extérieures de l’église Sainte-Marie-Madeleine de Mont-Notre-Dame[9].

## Galerie d'images

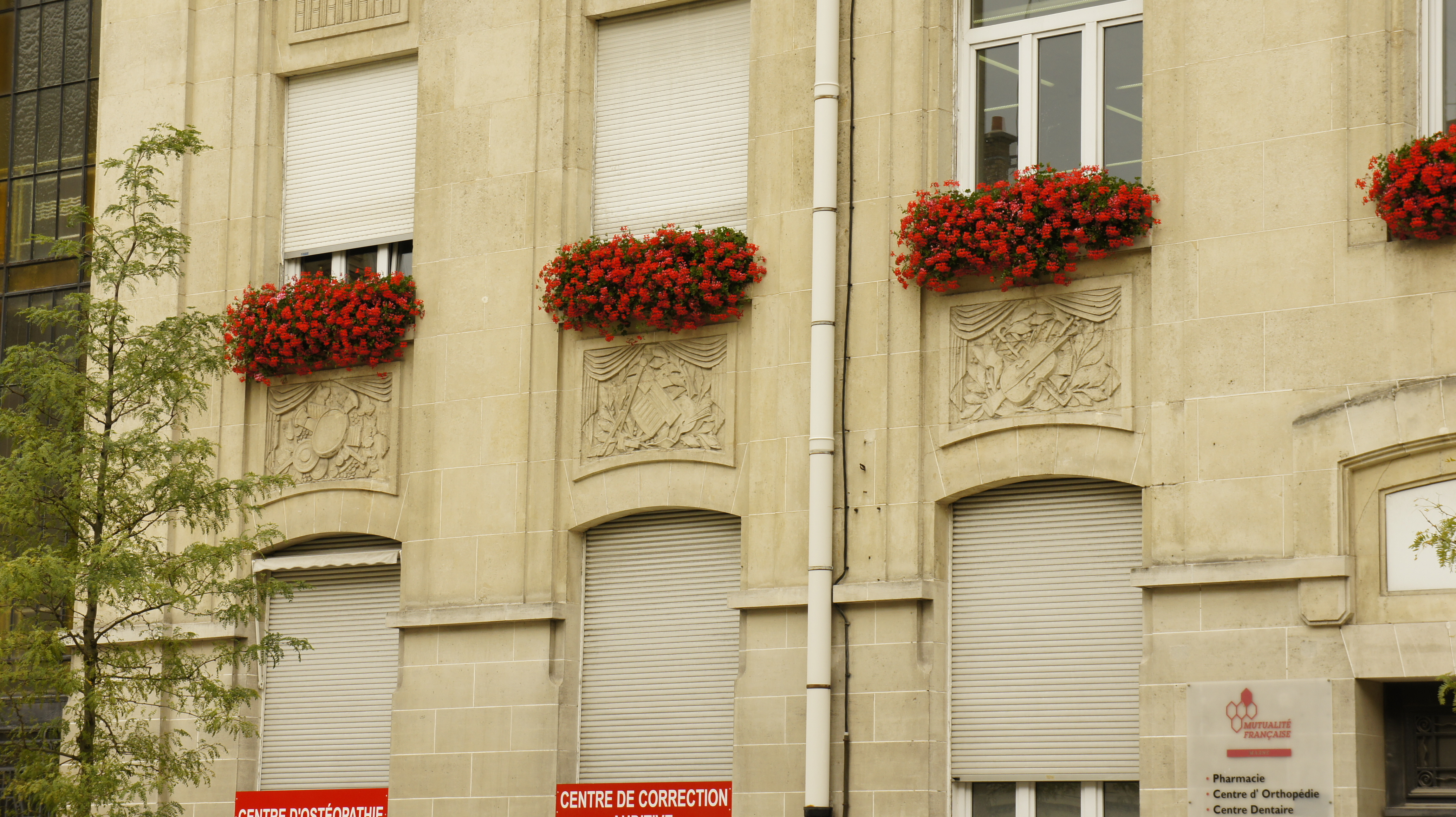
Bas-reliefs de l’Hôtel de la Mutualité de Reims.
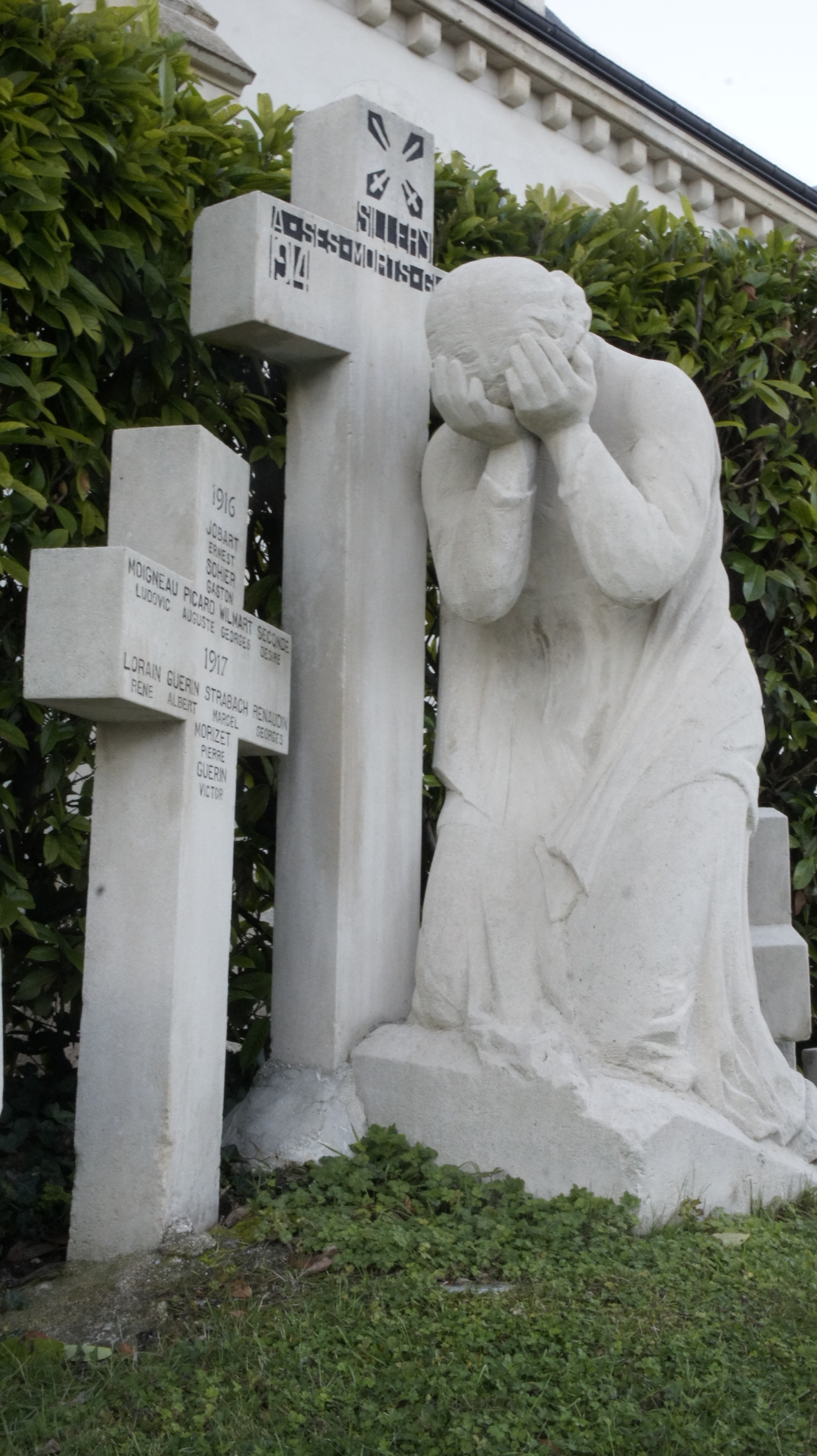
Sillery
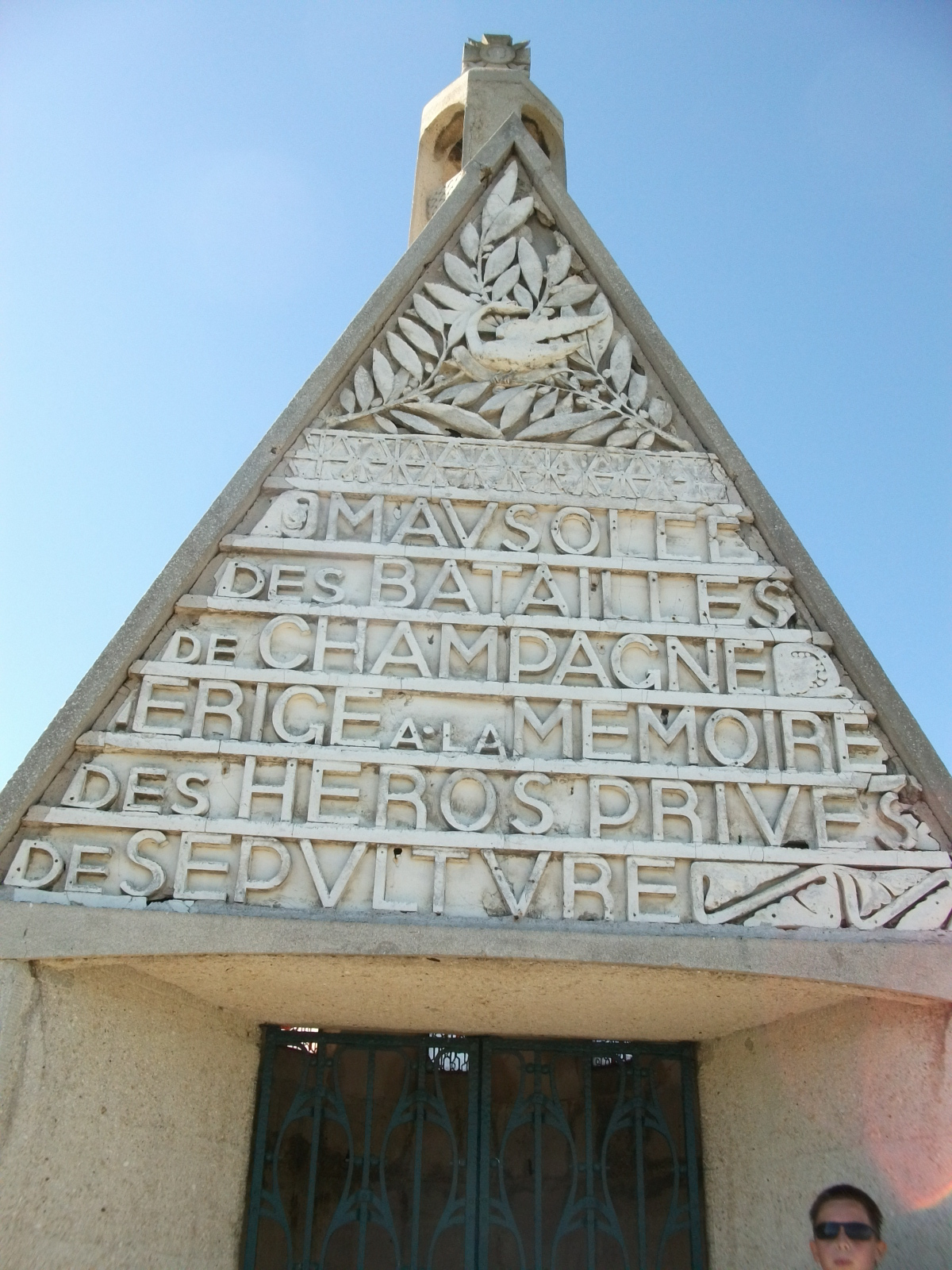
et le fronton.
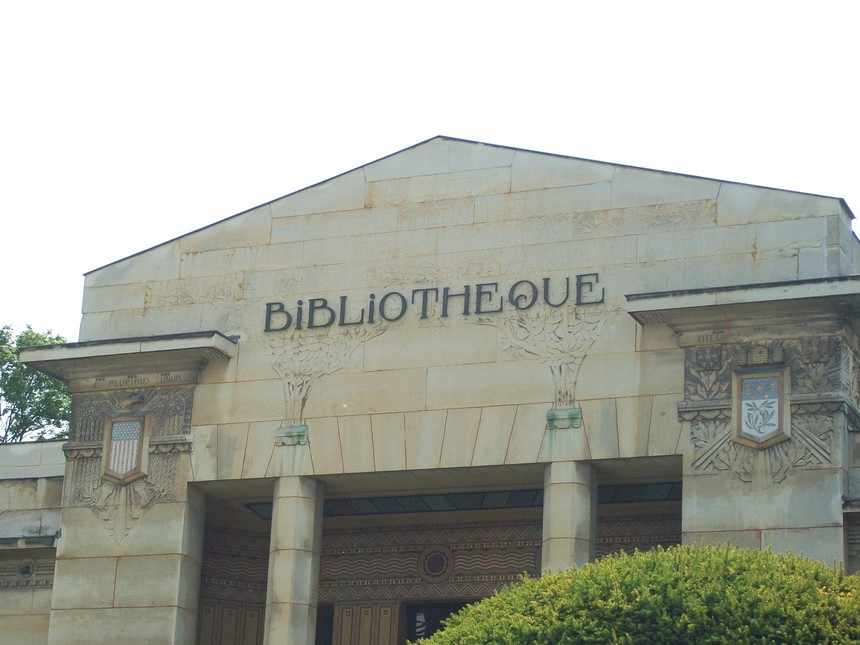
Fronton de la bibliothèque Carnegie.
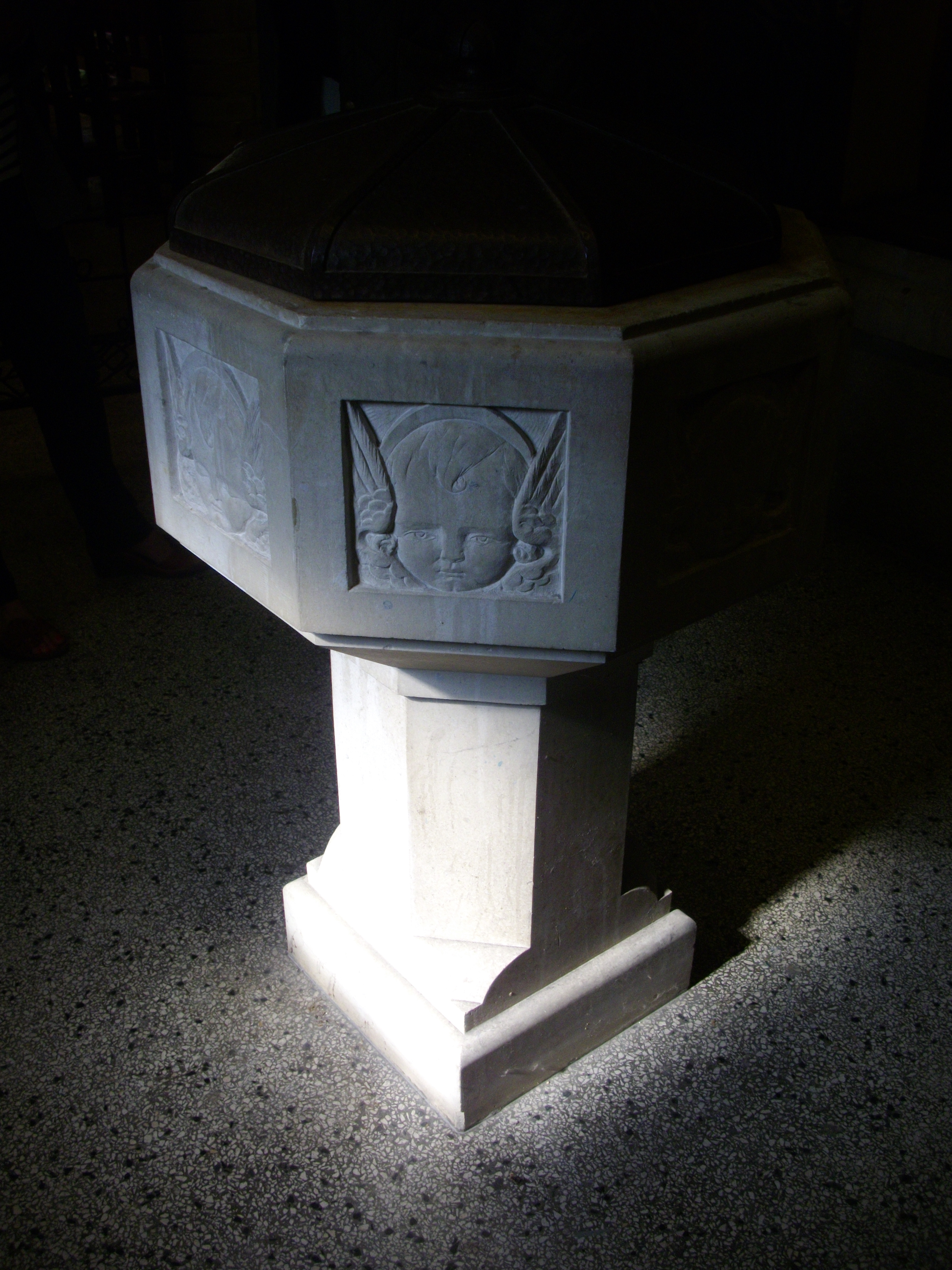
Baptistère.